# ゾルゲル法
ゾル-ゲル法（ゾル-ゲルほう、独: Sol-Gel）とは、セラミックス原料粉末の調製法の中で液相法に分類されるものの一つである。コロイドの一種であるゾルを濃縮や重合反応によってゲル化する手順を経るためこの様に呼ばれる。核燃料である二酸化ウランを作る工程でも利用される。

## 主な利用
代表的な利用例として、シリカ（二酸化ケイ素）の合成が挙げられる。この場合の出発物質はTEOS（オルトケイ酸テトラエチル）などのアルコキシドで、これを酸性若しくは塩基性条件で加水分解・重縮合反応させる事によって、ゾルを作る。ゾルを乾燥させてゲル化し、完全に溶媒を除去すればゲルは固形化し、多孔体が得られる。この多孔体はキセロゲルとよばれ、乾燥剤に使われるいわゆるシリカゲルはこのキセロゲルの状態である。キセロゲルを加熱して有機成分を焼き飛ばせば、高純度なシリカが得られる。酸性の場合と塩基性の場合で、反応過程は異なるが、一般に強塩基性条件の方が密なシリカが得られやすい。
相の違いによりゾルやゲル・キセロゲルに変化するコロイドの性質を利用している。セラミックを作る際はこの方法によってできたゲルをさらに加熱・乾燥させて製造する。その他ガラスを製造する際にもこの方法が用いられる。応用される用途が幅広く、最近では光触媒の原料である二酸化チタンの製造に応用されている。